# Kärleken lever
Kärleken lever, text och musik av Anders Glenmark, är den sång som Ann-Louise Hanson tävlade med i den svenska Melodifestivalen 1982, och kom på femte plats.
Singeln placerade sig som högst på 15:e plats på den svenska singellistan. Melodin låg på Svensktoppen i tre veckor under perioden 21 mars-11 april 1982, och nådde placeringarna 7, 8 och 9 .

## Listplaceringar
| Lista (1982) | Topplacering |
| ------------ | ------------ |
| Sverige      | 15           |